# Marija Jurić Zagorka
Marija Jurić Zagorka (Negovec kraj Vrboveca, 2. mart 1873. - Zagreb, 30. novembar 1957) bila je hrvatska književnica i novinarka
Bila je prva profesionalna novinarka i najčitanija hrvatska književnica. Djelovala i jedno vrijeme uređivala Obzor. Pokrenula je i uređivala Ženski list, prvi hrvatski časopis za žene, i Hrvaticu. Borila se protiv društvene diskriminacije, mađarizacije i germanizacije, kao i za ženska prava. Potpora u književnosti i novinarskom radu bio joj je Josip Juraj Štrosmajer, koji ju je nagovorio na pisanje romana. Pisala je romane namijenjene široj publici u kojima isprepliće ljubavne priče s elementima nacionalne istorije. Neka njena prozna djela su dramatizovana i ekranizovana.

## Biografija
Rodila se u selu Negovec kraj Vrboveca u imućnoj porodici vlasnika velikog imanja barona Rauha. Iako dobrog imovnog stanja, porodica u kojoj je bilo četvoro djece, živjela je, kako to sama Zagorka svjedoči, prilično nesrećno. Pučku školu je pohađala u Varaždinu i Zagrebu. Nakon šest godina školovanja u zagrebačkom Samostanu milosrdnica, Zagorka odlazi iz Zagreba. Konačno će se vratiti tek nakon sedam godina, da bi tu doživjela duboku starost i umrla 30. novembra 1957.
Novinarska karijera Marije Jurić Zagorke počinje sa anonimnim tekstom „Jedan minut” u zagrebačkom Obzoru, nakon čega je na preporuku biskupa Josipa Juraja Štrosmajera, postala članica uredništva toga lista. Od predstavnika štamparije Zagorka je pak čula vrlo nepovoljnu reakciju: „Novinarsko zvanje je isključivo muško, a Vi baš ni po čemu nemate sposobnosti za to. Ko hoće pisati u Obzoru mora biti neko.” Zagorka se cijeloga života žestoko borila da dokaže kako ona jeste „neko". Izvještavala je o političkim zbivanjima, iz Parlamenta, bila dopisnica iz Budimpešte i Beča. Aktivno je sudjelovala u političkim borbama, bila glasna i oštra protivnica mađarizacije i germanizacije. Za vrijeme utamničenja dvojice urednika Obzora 1896. sama je uređivala list. Pokrenula je i uređivala prvi list u Hrvatskoj namijenjen isključivo ženama, i tako nazvan - "Ženski list" od 1925. do 1938., zatim "Hrvaticu". Uprkos tome stalno je bila izložena podsmijehu i poniženju.
Kod čitalaca, Zagorka je bila veoma popularna. Možda baš zbog toga nisu joj bile sklone neke tadašnje književne veličine, npr. Đalski, koji je njena književna ostvarenja nazivao šundom za kravarice. A zamjerke je nalazio i njenu novinarskom radu. Svoje romane, u kojima je pokazala posebnu vještinu pripovijedanja, koji su je učinili prvom hrvatskom autorkom literature za široke mase, počela je pisati, baš kao i novinarske tekstove, na nagovor biskupa Štrosmajera.
Ispreplićući intrigantne, uglavnom ljubavne zaplete, i nacionalne teme ostvarila je niz feljtonskih romana koji su objavljivani uglavnom kao dodatak Obzora. Čitaoci su željno iščekivali svaki nastavak Gričke vještice, Plamenih inkvizitora, Gordane, Jadranke, Kćeri Lotršćaka, Kneginje iz Petrinjske ulice i drugih Zagorkinih opsežnih romana u kojima je stvorila veliku galeriju romanesknih likova.
Kritika je nije cijenila, a čak ni sama Zagorka nije baš pohvalno mislila o svojoj literaturi. Tek u novije vrijeme može se govoriti o primjerenijoj pažnji koja se daje njenom djelu. Možda je svijest o Zagorkinoj vrijednosti ponajbolje izrazio književnik Pavao Pavličić koji u „Pismima slavnim ženama” kaže: „Vi ste uranili u svemu, i možda bi tek ovo bilo pravo vrijeme za Vas.”

## Djela
- „Kneginja iz Petrinjske ulice"
- „Grička vještica" - ciklus od 7 romana (Tajna Krvavog mosta, Kontesa Nera, Malleus Maleficarum, Suparnica Marije Terezije I, Suparnica Marije Terezije II, Dvorska kamarila, Buntovnik na prijestolju) (1912)
- „Kći Lotrščaka"
- „Plameni inkvizitori"
- „Gordana"
- „Republikanci" (1924)
- „Vitez slavonske ravni"
- „Jadranka"
- „Roblje" (1899)
- „Kamen na cesti" (1937)

## Spoljašnje veze
- Marija Jurić Zagorka na sajtu  (jezik: engleski)